# Racovița (Vâlcea)
Racoviţa es una comuna ubicada en el distrito Vâlcea, Rumania.

## Superficie
Posee una superficie de 58,36 kilómetros cuadrados.

## Demografía
Hasta 2021 la población era de 1684 habitantes, con una densidad de población de 28,86 habitantes por kilómetro cuadrado.